# 山东省郯城第一中学
山东省郯城第一中学（英语：No.1 Middle School Of Shandong tancheng），简称郯城一中，创立于1950年，是位于山东省临沂市郯城县的一所公立中学。

## 历史
学校始建于1950年，建设于全国重点文物保护单位郯城古城之下。
2015年3月12日郯城一中东校区奠基，2016年9月12日正式启用。

## 师资力量
现有教职工552人，其中正高级教师1人，副高级教师154人，中级教师256人，初级教师141人。有全国模范教师1人，特级教师1人，省优秀教师2人，沂蒙名师1人，市优秀教师、班主任6人，市骨干教师、教学能手20人，市最美教师2人，县中青年专家3人，省、市级优质课评比获奖者百余人。

## 办学规模
郯城一中目前设有东西两大校区。西校区坐落于郯城县城的西北角，紧邻历史悠久的郯国故城墙，占地面积达11万平方米，文化底蕴深厚，目前正在经历翻新改造。而东校区则位于郯城东城新区的沭河景观带旁，总建筑面积超过10万平方米，地理环境优越，交通便利，环境宜人。学校涵盖了高中三个年级，共计98个教学班，拥有5370余名学生。经过改造的老校区，将能够容纳84个教学班。

## 学校领导
党总支书记、校长：戴广华
党总支副书记：杨鹏
党总支委员、副校长：谭常富
党总支委员、副校长：张中文
党总支委员、工会主席：陆兰江
党总支委员、副校长：黄丙飞
党总支委员、副校长：邓杰
副校长：暴一星
党总支委员、教导处主任：王玉飞
办公室副主任（主持工作）：周涛
总务处主任：马林
政教处主任：张道金

## 荣誉奖项
2021临沂市高中教学先进学校
2021临沂市优秀人才培养先进学校
2021临沂市卓越人才培养先进学校
2021临沂市教育局师德建设先进集体
清华大学2021年生源中学
2021郯城县学校管理工作先进单位
2022郯城县体育工作成绩奖
2022郯城县教书育人先进单位
2022郯城县教学成果优秀奖
2022郯城县群众满意学校
2022郯城县体育工作先进单位
2022临沂市人防教育先进单位
2022山东省学校安全工作先进集体
2022郯城县12345任县先进单位
2022郯城县脱贫攻坚先进单位
2023临沂市模范职工之家